# イジコ
イジコは、日本の妖怪の一種。青森県出身の作家・童話研究家の北彰介の著書『青森県の怪談』などに記述があるもので、青森県、特に津軽地方（青森県西部）に多く現れたものとされる。

## 概要

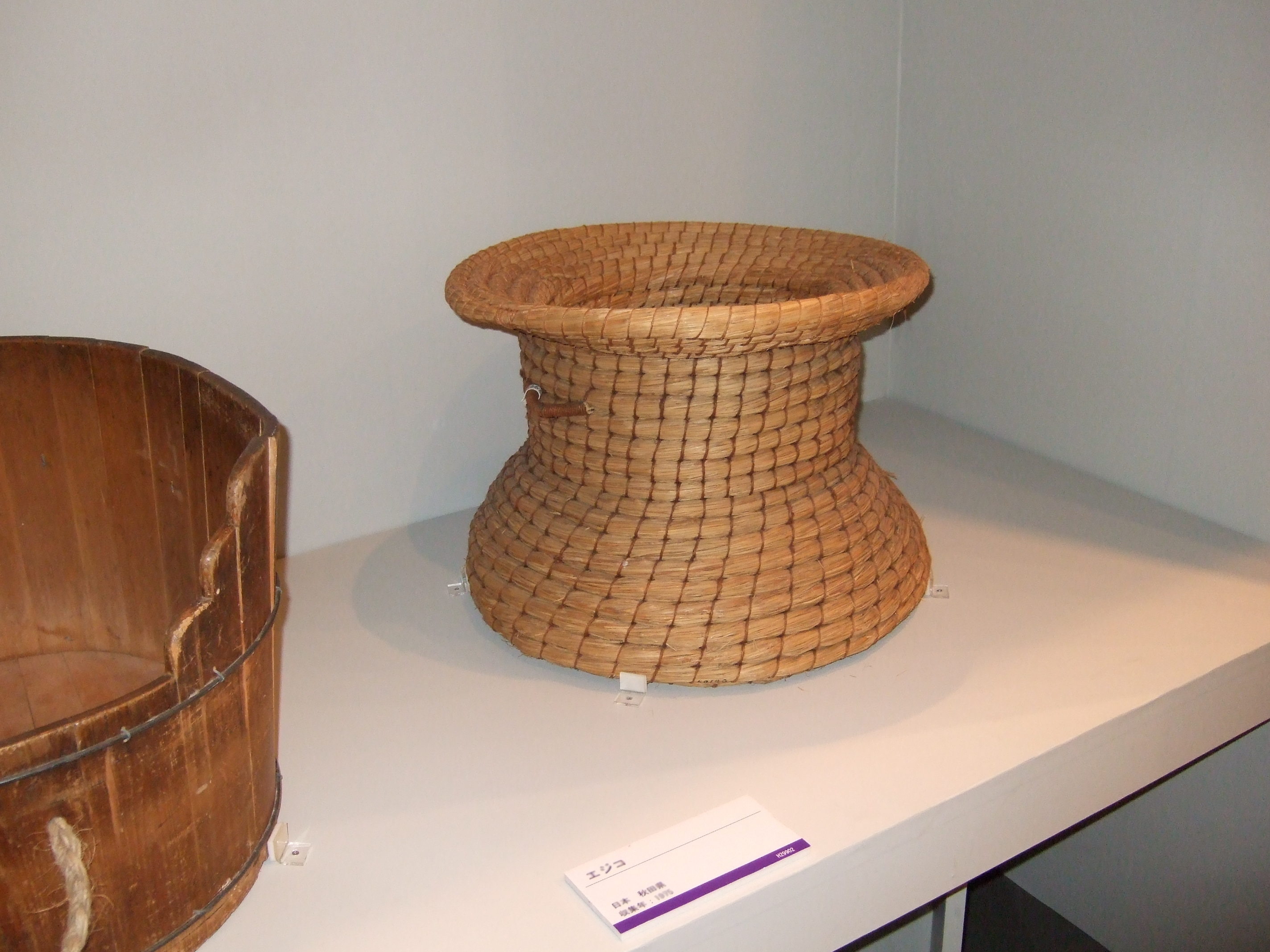
参考：器物のイジコ

本来のイジコ（嬰児籠）とは赤ちゃんを入れる藁製の籠を指す言葉であり、妖怪のイジコはこの籠のイジコが真っ赤に燃え上がった姿で現れるという。
青森県南津軽郡浪岡町（現・青森市）から青森市に向かう国道の途中の中学校のそばには、かつてたくさんの木が茂っており、小雨の夜ふけにそこを通ると、苦しそうな男の呻き声とともに、アカシアの木の上から火の玉のような姿でイジコがぶら下がったという。
また、同県南津軽郡常盤村（現・藤崎町）では、ある家の主人が庭に多くのヒノキを植えていたが、その主人が病気になると、庭の木々が音を立てて揺れ、庭石が唸り、夜中になるとヒノキの上からイジコが下がり、中で赤ん坊が泣いたという。ある人が赤ん坊を助けようと木に登ったところ、赤ん坊は笑いかけ、あっという間に恐ろしい化け物へと姿を変え、長い真っ赤な舌でその人の顔を嘗めたという。
ほかにもイジコは、庚申塚の老いた松の木、寺の梅の木、杉林、イチイ、イチョウなど、必ず木のある場所に現れていることから、木自体と関係があるものと考えられている。また、中部地方や近畿地方に伝わる妖怪「釣瓶落とし」は、江戸時代の書『古今百物語評判』によれば木から火の玉がぶら下がったものとされているが、イジコはこれに近い妖怪との解釈もある。